# 大久保治信
大久保 治信（おおくぼ はるのぶ、1960年11月11日 - ）は、日本のキーボード奏者。 埼玉県さいたま市出身。盆帆与四（ぼんぼよよん）名義での活動歴もある。
妻は歌手の香寿美（1995年結婚）。　　　

## 来歴
音楽への関心は、1976年にエマーソン・レイク&パーマーに触れたことに始まる。翌年、高校の学園祭で初めてキーボードに触れる。1978年より大浜和史のアシスタントを務める傍ら、大浜よりジャズ理論を学ぶ。
1980年の沖田浩之サポートから、本格的な音楽活動を始めた。1991年にはMEN'S5にキーボードの「盆帆与四」名義で参加する。
2002年、プログレッシブバンド『GOOD JOB』を結成（翌年解散）。 2007年にはバンド『Truth and Reality』を結成して地球温暖化の危機を訴えた。
2011年12月より、妻であり元ホリプロ～舞台女優などをしていた「香寿美」が「中高年のためのアイドル」として歌手デビュー。プロデューサーとして作曲、編曲およびキーボード奏者としてライブハウスを中心に活動を始める
2013年、高橋マコト・樋口晶之・大浜和史のバンド『PENGUIN』に参加。
2016年、バンド「原始神母」にメンバーとして参加するとともにEL&Pトリビュートバンド「ELP-J」を結成した。同年のフジロックフェスティバルに「PENGUIN」で出演。
2017年のフジロックフェスティバルには、「原始神母」「KENNETH ANDREW & THE ODDITIES」の2バンドで出演。
2022年4月3日（神奈川県民ホール・横浜）、4月14日（オリックス劇場・大阪）にて西城秀樹デビュー50周年記念コンサートを開催。大久保治信をはじめ、かつてのバンドメンバー集結してフィルムコンサートを行った。
2023年6月18日、原始神母が「狂気50周年記念イベント」として、東京・日比谷公園大音楽堂（日比谷野音）で開催。「狂気～Dark side of the moon」とは1973年に発売されたPink Floydの大ヒットアルバムである。
2023年12月30日、毎年12月30日に開催されている原始神母のコンサートが六本木exシアターにて開かれ、50人のコーラスやブラスオーケストラも出演。

## 人物
ピアノ、シンセサイザーを学んだ経験はなく、譜面の読解力と自己練習でプロフェッショナルになった。
1994年2月22日放送 フジテレビ タモリの「森田一義アワー 笑っていいとも!」のテレフォンショッキングコーナーにMEN'S 5として出演したことがある。
西城秀樹との関わりが深く彼のコンサートのバンドマスターとして彼が亡くなるまで36年間の付合いがあった。
MEN'S 5では盆帆与四(ぼんぼよよん)という名前で活動していたことから今では多くのファンからは本名ではなく「ぼんちゃん」と呼ばれている

## サポート・レコーディングをしたアーティスト
西城秀樹・香寿美・福山雅治・ジョー山中・カルメンマキ・江口洋介・竹中直人・井上昌巳・森川美穂・田原俊彦・西田ひかる・高橋由美子・中井貴一・國府田マリ子・ピンクサファイア・関口誠人・SILVA・金子美香・岩城滉一・広田智之・米川英之・SAKURA・YOU THE ROCK・藤木直人・藤重政孝・山咲トオル・笹川美和・佐藤寛子・ほしのあき・磯山さやか・矢吹春菜・松田那歩・沢中健三・Ruppina ・FAVORITE BLUE・VIBRASTONE・大阪パフォーマンスドール・ 他。

## 楽曲提供他
ミュージカル
- レ・ミゼラブル（初演）

オケピットに入ってシンセサイザー演奏。
- デュエット日生劇場  鳳蘭と西城秀樹 出演、キーボード演奏。
- 竹中直人の会 改メ 竹中直人の匙かげん1「唐辛子なあいつはダンプカー!」2004年12月(本田劇場) - キーボード演奏。

ゲーム音楽
- 「戦国TURB」音楽総監督、挿入歌「ねこ軍団のテーマ」（唄：香寿美）

その他
- 藤原組イメージアルバム[要出典]
- アニメ『アーシアン3』[要出典]

- 1994年 MEN'S5として有線放送大賞新人賞を受賞している。担当はキーボード[7]。

## アルバム
- 「Ataraxia」

2020年 新型コロナウィルスでの世の中の状況や様々な事に対する思いと医療従事者へ敬意とエールを自粛中にアルバムにした。

## 著書
- 絵本『とべない鳥ぴーちゃん』（盆帆与四名義）イシクラ、2004年

原作とDVD音楽を担当。絵は香寿美による。